# Stäppnätmätare
Stäppnätmätare Heliomata glarearia är en fjärilsart som beskrevs av Michael Denis och Ignaz Schiffermüller, 1775. Enligt Dyntaxa ingår Stäppnätmätare i släktet Heliomata men enligt Catalogue of Life är tillhörigheten istället släktet Asmate. Enligt båda källorna tillhör Stäppnätmätare familjen mätare, Geometridae.  Arten är ännu inte påträffad i Sverige. Inga underarter finns listade i Catalogue of Life.